# Nagaclovia
Nagaclovia is een geslacht van halfvleugeligen uit de familie Aphrophoridae. De wetenschappelijke naam van dit geslacht is voor het eerst geldig gepubliceerd in 1940 door Matsumura.

## Soorten
Het geslacht Nagaclovia omvat de volgende soorten:
- Nagaclovia formosana Matsumura, 1940
- Nagaclovia piceipectus Matsumura, 1940